# 李树楠
李树楠（1936年9月12日—2018年12月11日），云南腾冲人，中国药学家，前大理大学药学院院长，因其投入毕生精力研究蟑螂的药用价值，发现了蟑螂具有治疗创伤、心血管疾病以及治疗乙肝的化学成分，并开发出多种新药，被称为“蟑螂教授”。

## 生平
1936年出生于云南腾冲，1956年毕业于华西医科大学药学系。同年被错划为右派，回到云南下关东方搬运站以拉板车方式维持生计，后到下关东风汽车配件厂工作。1978年获得平反，1979年进入大理卫校任教，1982年在原大理医学院任教，2002年任大理学院药学院院长。1968年从白族民间药方中发现蟑螂的药用价值。发明有“康复新”、“心脉隆注射液”、“肝龙胶囊”等蟑螂药用的新药，累计产值300余亿元，此外还有辞世时所带领团队正在研发中的“美蠊精胶囊”。2018年获得云南省科技进步一等奖。